# Comuna Skomorohî, Ternopil
Skomorohî (în ucraineană Скоморохи) este o comună în raionul Ternopil, regiunea Ternopil, Ucraina, formată din satele Proșova, Skomorohî (reședința), Smoleanka și Teofilivka.

## Demografie
Componența lingvistică a comunei Skomorohî
     Ucraineană (99,83%)
     Alte limbi (0,18%)
Conform recensământului din 2001, majoritatea populației comunei Skomorohî era vorbitoare de ucraineană (99,83%), existând în minoritate și vorbitori de alte limbi.